# Korytárky
Korytárky ist eine Gemeinde in der Mitte der Slowakei mit 941 Einwohnern (Stand 31. Dezember 2024), die im Okres Detva, einem Teil des Banskobystrický kraj, liegt.

## Geographie
Die Gemeinde befindet sich im äußersten Osten des Talkessels Zvolenská kotlina unterhalb des Gebirges Veporské vrchy am Oberlauf der Slatina. Das Ortszentrum liegt auf einer Höhe von 440 m n.m. und ist neun Kilometer von Detva sowie 30 Kilometer von Zvolen entfernt.
Nachbargemeinden sind Hriňová im Norden und Nordosten, Podkriváň im Osten, Kriváň im Süden sowie Detva im Westen.

## Geschichte
Die Gemeinde als solche entstand erst am 1. Januar 1993 durch Abspaltung aus der Nachbargemeinde Kriváň und war bis 1955 wiederum Teil von Detva und gehörte zu den sogenannten Weilern (slowakisch regional lazy) von Detva.
Zu einer größeren Besiedlung des Gebietes kam es während der walachischen Kolonisierung im 16. und 17. Jahrhundert. Die weitere Geschichte bis 1955 ist weitgehend mit der von Detva identisch.

## Bevölkerung
| Jahr                | 1994 | 2004    | 2014    | 2024    |
| ------------------- | ---- | ------- | ------- | ------- |
| Anzahl der Personen | 1043 | 1011    | 961     | 941     |
| Unterschied         |      | −3,06 % | −4,94 % | −2,08 % |

| Jahr                | 2023 | 2024    |
| ------------------- | ---- | ------- |
| Anzahl der Personen | 936  | 941     |
| Unterschied         |      | +0,53 % |

Gemäß der Volkszählung 2011 wohnten in Korytárky 976 Einwohner, davon 956 Slowaken, vier Tschechen und jeweils ein Pole und Ukrainer; ein Einwohner gehörte einer anderen Ethnie an. 13 Einwohner machten diesbezüglich keine Angabe. 892 Einwohner bekannten sich zur römisch-katholischen Kirche, neun Einwohner zur evangelischen Kirche A. B., vier Einwohner zur reformierten Kirche und ein Einwohner zur evangelisch-methodistischen Kirche; drei Einwohner bekannten sich zu einer anderen Konfession. 29 Einwohner waren konfessionslos und bei 38 Einwohnern wurde die Konfession nicht ermittelt.

## Bauwerke
- römisch-katholische Kirche Jungfrau Maria vom Karmel aus dem Jahr 1998